# Toek Numan
Toek Numan (* 26. August 1971 in Schagen/Provinz Noord-Holland) ist ein niederländischer Komponist.

## Leben
Numan begann 1989 ein Studium der Musikwissenschaft an der Universiteit van Amsterdam, das er im Folgejahr abbrach, um am Sweelinck Conservatorium Komposition bei Geert van Keulen zu studieren. 1996–97 schloss er sein Studium an der Universität Utrecht ab.
Als Komponist stellte sich Numan 1997 in der Fernsehsendung Reiziger in Muziek vor. In der Folge komponierte er Werke u. a. für den Klarinettisten David Kweksilber, die Flötistin Abbie de Quant, die Pianistin Tomoko Mukaiyama, das Blockflötenquartett Brisk, das Bläserquintett Calefax, das Amsterdams Bach Consort, die Amsterdam Sinfonietta, das Nederlands Blazers Ensemble, das Noord Nederlands Orkest und das Ricciotti Ensemble. 1999 erhielt er den Musikförderpreis der Stadt Amsterdam.
Ab 2006 schuf er in Zusammenarbeit mit der Autorin und Regisseurin Margrith Vrenegoor mehrere Musiktheaterwerke für Kinder, darunter Symfonie voor Angsthazen en Durfals, Concert voor Duizend Sterren, De Griezels, Een Raadsel voor Roosje und Concert voor Rafiq en Couscous & Kaas. 2010 entstand das Ballett Alice in Wonderland; weitere Ballettprojekte waren De grote Mees Kees show (mit Mirjam Oldenhave, 2012), De terugkeer van Hans en Grietje (2014) und Creatures (2016).
Im Auftrag der Nationale Opera en Ballet in Amsterdam bearbeitete Numan große Werke der Opernliteratur für Aufführungen von Kindern, darunter Die Liebe zu den drei Orangen von Sergei Prokofjew, La Bohème und Turandot von Giacomo Puccini, Die Zauberflöte von Wolfgang Amadeus Mozart und Pique Dame von Pjotr Tschaikowski. 2021 wurde er mit dem Buma Classical Award ausgezeichnet.

## Werke
- Kooi für Saxophonquartett, 1991
- Cuisine Sauvage für Violine und Klavier, 1992
- Soms für drei Flöten, Harfe, Vibraphon. Violine, Bratsche, Kontrabass und Mezzosopran, 1993
- Noctuidae für Flöte und Gitarre, 1995
- Burnout für Instrumentalensemble, 1996
- Tovertuin für Flöte, Mandoline, Gitarre, Harfe und Sopran, 1997
- Filmmusik zu Johnny von Dylan de Jong, 1997
- Il Giocoliere Errante für Instrumentalensemble, 1998
- Song of the Blues Bird für Flöte, Klarinette, elektrische Gitarre, Bassklarinette und Schlagzeug, 1998
- Fluweel für Klavier, 1999
- Hoeken & Dalen für Klavier, 1999
- SpLiT für Instrumentalensemble, 2000
- Nachtlicht für Vibraphon, 2000
- Domino für Instrumentalensemble, 2001
- The Cuckoo für Bassklarinette und Orgel, 2001
- Drambak Trost für Oboe, Klarinette, Bassklarinette, Altsaxophon und Fagott, 2001
- Click & Pitch für Altblockflöte und Soundtrack, 2001
- Maantuin für Streichorchester, 2001
- Filmmusik zu Billy's Bad von Hidde Simons, 2001
- Katarakt für Instrumentalensemble, 2002
- "Listen carefully, we shall play this only once!" für Bassklarinette, Klavier, Schlagzeug und Bassgitarre, 2002
- Bergen für Klavier, 2002
- Hitch für Klavier, 2002
- Three Wheels für Orchester, 2002
- Dreams of the Caterpillar für Instrumentalensemble, 2003
- Søyr für Klavier und Elektronik, 2003
- Vijf gedichten uit Tovertuin für Flöte, Mandoline, Gitarre, Harfe und Sopran, 2004
- Vier Gedichten für Stimme, Flöte und Klavier, 2004
- Vlaamse Ardennen & Hollandse Zondvloed für Stimme, zwei Klarinetten, Violine, Cello und Klavier, 2005
- Dat huivert en niettemin wenkt für Flöte und Gitarre, 2005
- Écriture Automatique für Orchester, 2005
- Fling für Orchester, 2005
- Henkie met de hoorn für Erzähler und Instrumentalduo, 2005
- Great Ocean für Violine, Altsaxophon, Akkordeon, Schlagzeug, Bassgitarre und Soundtrack, 2006
- Gilgamesh & Enkidu für Instrumentalensemble, 2007
- juli 2008 für Instrumentalensemble, 2008
- De kleine kerstman für Klarinette, Perkussion, Violine, Kontrabass und Erzähler, 2008
- april 2009 für Instrumentalensemble, 2009
- Het Droevigeluidje für zwei Violinen, Bratsche, Cello, Kontrabass und Erzähler, 2010
- "Verdwenen in een leeg land" für gemischten Chor, Fagott, zwei Violinen, Cello und Orgel, 2011
- Het Reisbureau für Horn, Bratsche, Schlagzeug, Kontrabass und Erzähler, 2011
- 3 Haiku für gemischten Chor, Harfe und Marimba, 2013
- De Toverpiano, Oper, 2013
- Coucous & Kaas für Sinfonieorchester, Erzähler und 1000 Kinder, 2013
- Filmmusik zu L'Inhumaine für Orchester, 2013
- Earth Voices für gemischten Chor und Klavier, 2014
- Caccia für Blockflötenquartett, 2015
- Prelude für Blockflötenquartett, 2015
- Zwier für Flöte, Oboe, Klarinette, Horn und Fagott, 2015
- Bede's sparrow für Flöte, Oboe, Horn, Violine, Viola und Cello, 2021